# Global Air
Global Air era una compagnia aerea charter messicana con sede a Città del Messico che forniva servizi charter e di wet lease. Ha cessato le operazioni dopo un incidente nel quale sono morte più di 100 persone.

## Storia
Global Air iniziò le operazioni nel febbraio 1990 con il nome di Damojh Aerolíneas S.A. de C.V., con la sede presso Guadalajara. Fino a dicembre 2011 aveva sede presso l'aeroporto Internazionale di Città del Messico; successivamente costruì nuovi hangar e un piazzale presso l'aeroporto nazionale Capitán Rogelio Castillo situato a Celaya, Guanajuato. Lo slogan dell'azienda era spagnolo: En Global Air le damos la bienvenida y lo invitamos a viajar con nosotros ya que llegará confortablemente a su destino.
Il 19 maggio 2018 il governo messicano ha annunciato che la sua autorità nazionale per l'aviazione civile avrebbe dovuto avviare un audit operativo di Global Air per controllare se la compagnia aerea era in conformità con i regolamenti. il 21 maggio 2018, la direzione generale civile del Messico revocò temporaneamente la licenza di aeronavigabilità della compagnia a seguito di un incidente aereo mortale a Cuba quando uno il volo Cubana de Aviación 972, un Boeing 737-200 Adv noleggiato in wet lease alla Cubana de Aviación, si era schiantato poco dopo il decollo dall'aeroporto Internazionale José Martí, provocando la morte di 112 persone.
A seguito dell'incidente, nel 2019 i suoi certificati di esercizio sono stati revocati e tutti i suoi aeromobili sono stati dismessi.

## Destinazioni
La compagnia operava voli charter nazionali e internazionali all'interno del Messico e verso i Caraibi, l'America centrale e meridionale.

## Flotta
Nel corso degli anni Global Air ha operato con i seguenti modelli di aeromobili:
- Boeing 737-200
- Boeing 737-300
- Boeing 737-500

## Incidenti
- Il 18 maggio 2018, il volo Cubana de Aviación 972, il Boeing 737-200 di marche XA-UHZ in leasing da Global Air a Cubana de Aviación, precipitò poco dopo il decollo dall'aeroporto Internazionale José Martí, provocando la morte di 112 dei 113 a bordo. L'incidente, secondo gli investigatori, è stato causato da calcoli errati riguardanti il peso e il centro di gravità dell'aeromobile da parte dei piloti.[3]